# Langelinie

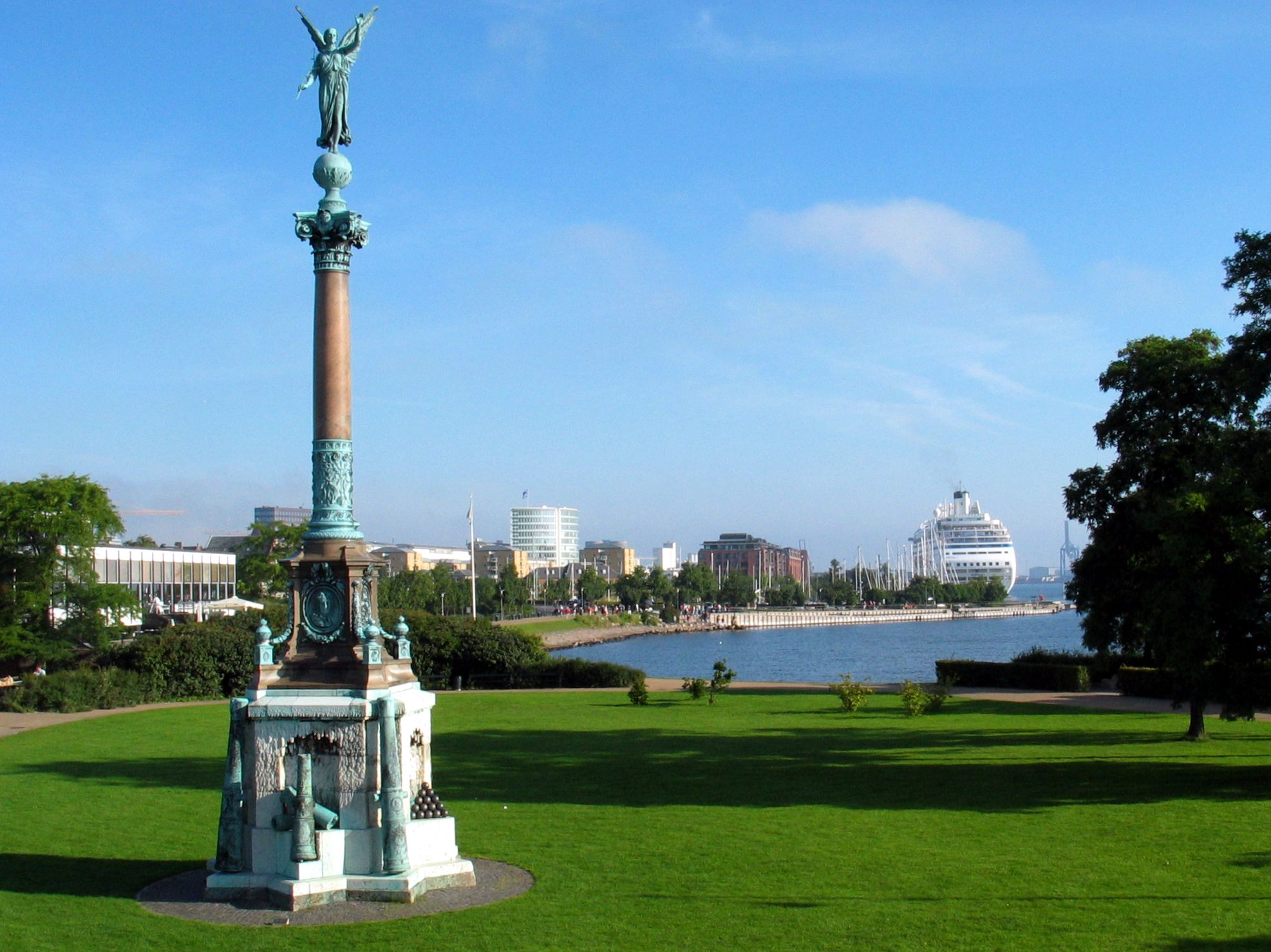
Langeliniepromenaden.

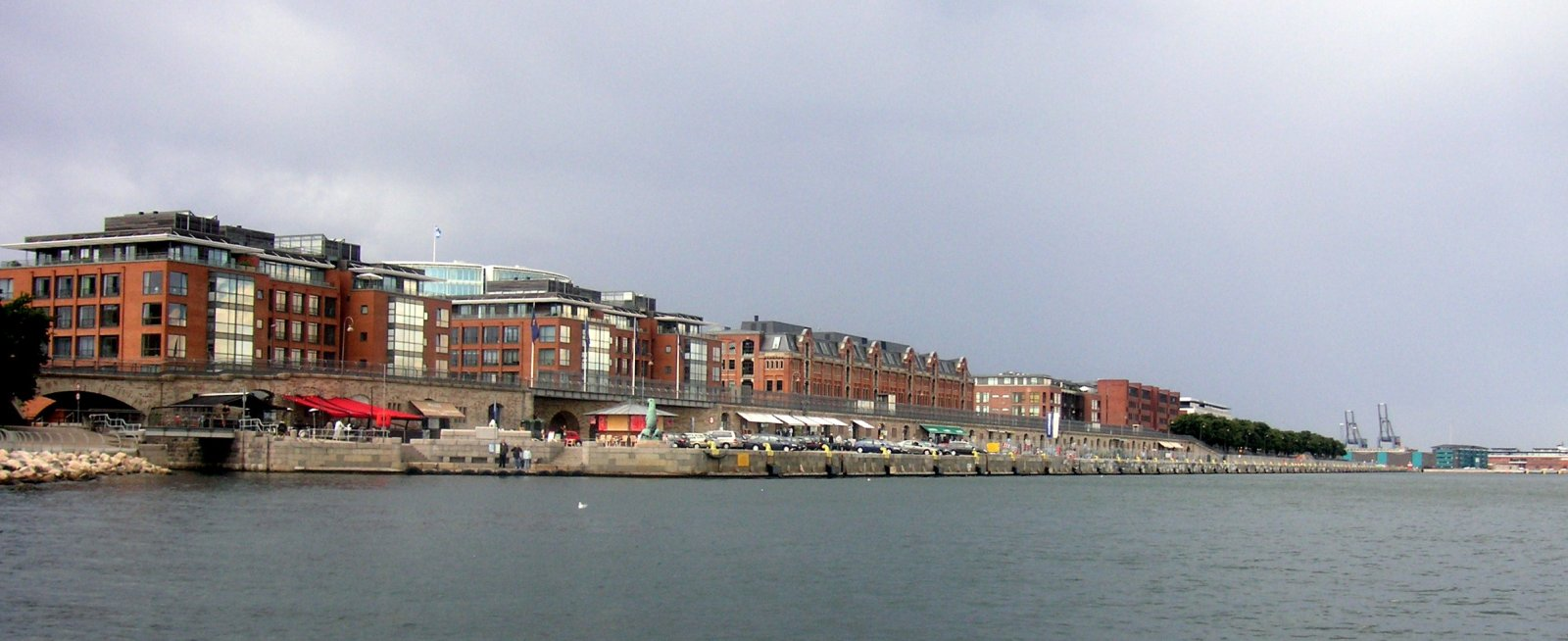
Langelinie sedd från hamnen.

Langelinie (ursprungligen Den Lange Linie) är en del av hamnen på Østerbro i Köpenhamn. Den sträcker sig ca 1,8 km från Nordre Toldbod till ett litet fyrhus vid slutet av kajen.
Bland de noterbara byggnaderna i området finns St. Alban's English Church i nygotisk stil från 1887, Frihedsmuseet och restaurangen Langeliniepaviljongen från 1902. Området rymmer också en rad monument och minnesmärken, bland annat Gefionspringvandet från 1908, minnesmärket över omkomna danska sjömän från 1928 och det mest kända, Den lille havfrue från 1913.